# 森佳子
森 佳子（もり けいこ、1952年〈昭和27年〉12月18日 - ）は、RNC西日本放送の元アナウンサー。

## 来歴
香川県三豊市（旧・三豊郡高瀬町）出身。実践女子短期大学卒業後、1974年に入社。2019年5月31日の「ミュージック・イン・ランチボックス」出演をもってアナウンス業務から離れている。

## 過去の主な担当番組

### テレビ
- RNC6:00
- What's new cinema
- オトナスタイル（ナレーション担当）
- サウンドスペース(VJ)

### ラジオ
- RNCワイドスペシャル
- プレゼントジョッキー
- サウンドスペース
- 日産バージョン・アップサウンド
- ハビング・イット・オール
- RNC TODAY
- ミュージック イン ランチボックス（2002年4月 - 2019年5月）